# 佩尔吉内-瓦尔苏加纳
佩尔吉内-瓦尔苏加纳（義大利語：Pergine Valsugana），是意大利特伦托自治省的一个市镇。总面积54平方公里，人口20187人，人口密度373.8人/平方公里（2009年）。ISTAT代码为022139。